# 't Hert
 't Hert of Oostermolen is een korenmolen uit 1748 in Ellemeet in de gemeente Schouwen-Duiveland. De molen was in bedrijf tot 1996 waarna de molen en het builhuis werden gerestaureerd. In het builhuis bevindt zich de buil; deze wordt door de molen aangedreven, via een tussendrijfwerk. Boven op de molen staat een windwijzer in de vorm van een hert.
De molen is ingericht met 1 koppel 16der kunststenen en 1 koppel 16der blauwe stenen.